# Московско-казанская война (1467—1469)
Первая Казань — русское летописное название войны между Великим княжеством Московским и Казанским ханством в 1467—1469 годах.

## Начало войны
Основание Казанского ханства сопровождалось крупной войной между Москвой и Казанью, но затем в течение долгих лет между ними поддерживались мирные отношения. В 1461 году во Владимире собиралось войско против татар, но казанцы прислали послов и мир был не нарушен. Вскоре после смерти Василия Тёмного в 1462 году начались столкновения в верховьях Камы. Но крупная война разразилась лишь в 1467 году.
После смерти хана Махмуда, его жена по обычаю вышла замуж за его брата, касимовского царевича Касима. Казанским ханом стал Халиль, но он вскоре умер и ханом стал другой сын Махмуда Ибрагим. Касим оказался женат на матери хана и по мнению некоторых казанцев имел большие права на престол, чем действующий хан. Сторонники Москвы обратились к Касиму, призвав его на престол. Заинтересованный в таком варианте воцарения дружественного ему правителя, Великий князь Иван III направил в помощь Касиму крупное войско под командованием воевод Ивана Васильевича Стриги Оболенского и князя Даниила Дмитриевича Холмского.
14 сентября 1467 года русское войско выступило на Казань. Иван III находился с резервными войсками во Владимире. Но сторонники Касима в Казани были очень слабы и не сумели оказать поддержки своему претенденту. Казанцы объединились вокруг хана Ибрагима и в устье Свияги московское войско было встречено татарами, которые не дали русским переправиться на левый берег Волги. Русские попытались выманить татар из судов, но это окончилось неудачей. Судов из Руси они не дождались и войско было вынуждено отступать от Казани в условиях непогоды и недостатка припасов. Первый крупный поход русских на Казань закончился полной неудачей. Касим вскоре умер, но это никак не повлияло на дальнейшие события. Русские начали готовить крепости и войска к отражению нападений врага.
В ответ на русский поход казанцы напали на Галич (Галич-Мерьский), разграбили окрестности, но города взять не смогли. На помощь галичанам подошли московские войска под руководством князя Семена Романовича Ярославского и помогли отбить татар. 6 декабря этот отряд вышел из Галича в лыжный поход. Пройдя лесами, они неожиданно напали на «землю черемисов» страшно её разграбив, не дойдя до Казани всего лишь день пути, и вернулись домой с большой добычей. В конце зимы татары взяли город Кичменгу в верховьях Юга, а в начале апреля разграбили костромские волости. Отряд князя Оболенского Стриги гнался за ними около 200 километров, но не сумел догнать. 1 мая 1468 года отряд татар напал на Муром,  но был разгромлен князем Даниилом Холмским.
Летом 1468 года русские попытались взять инициативу в свои руки. «Застава» князя Фёдора Семёновича Ряполовского выступила из Нижнего Новгорода и 4 июня разгромила в битве у Звеничева Бора, что в 40 верстах от Казани, отборное татарское войско. Другой крупный русский отряд должен был выступить из Галича спуститься по Вятке в Каму и выйти на Казань. Но татары совершили поход на Хлынов, не подчинявшийся тогда напрямую великому князю, и вывели его из войны. В городе были оставлены татарские представители, но сами условия мира были довольно мягкими, главным было условия не поддерживать московские войска. В итоге на Каму сумел выйти только небольшой русский отряд в 300 человек под руководством воеводы Ивана Дмитриевича Руно, который был отрезан татарами. Несмотря на это он продолжал действовать в казанском тылу. Против него был направлен татарский отряд. При встрече противники покинули насады и бились на берегу в пешем строю. Русские одержали победу. Впоследствии русский отряд вернулся домой кружным путём через Великую Пермь и Устюг. Татары совершили новый набег на Муром, но князь Холмский догнал их и разгромил.

## 1469 год
В 1469 году русские начали готовиться к новому наступлению на Казань. Основное войско под руководством воеводы Константина Александровича Беззубцева должно было спуститься на судах из Нижнего Новгорода, отряд под руководством князя Даниила Васильевича Ярославского должен был выступить из Устюга, пройти тысячи километров по Вятке и Каме и прибыть к Казани одновременно с основными силами. Для осуществления плана требовалось скоординировать действия отрядов на пространстве в тысячи вёрст. Это не удалось.
Выход нижегородского отряда задерживался, и тогда великий князь приказал воеводе Беззубцеву отправить на Казань отряд добровольцев. Они должны были разграбить территорию ханства, но не приближаться к Казани. Но добровольцами оказались почти все находившиеся в то время в Нижнем Новгороде воины. Они объединились в отряд, выбрали воеводой Ивана Руно и направились в поход. Несмотря на приказ, они отправились прямо на Казань и на третий день пути, на рассвете 21 мая московские суда добрались до города. Нападение было неожиданным. Русские сумели освободить большое количество пленников, взять добычу и сжечь посад, после чего отступили на остров Коровнич, ожидая основных сил. На восьмой день к ним прибежал из Казани русский пленный и сообщил, что татары готовят крупные силы для нападения на их отряд. Русские приготовились к бою и сумели отбиться, несмотря на то, что не все выполняли указания воеводы. После боя русские перешли на находящийся выше по течению Ирхов остров. Положение их было опасным, и воевода Беззубцев с отрядом поспешил на помощь Ивану Руно, но сил у объёдиненного войска было недостаточно. Они ожидали подхода северной рати с Камы и посылали письма вятчанам, призывая их в поход, но вскоре у них кончились припасы, и они, не имея никаких известий от других отрядов, начали отступать. Во время отступления русские встретил ханшу, мать хана Ибрагима и жену Касима плывущую из Москвы, которая сказала им, что заключён мир. Известие было ложным. В воскресенье 23 июля на Звенечевом острове русские остановились, чтобы отслужить обедню, но в это время подверглись нападению татар с реки и берега. Русскому войску пришлось с боем уходить в Нижний Новгород.
Северная рать под руководством Даниила Васильевича Ярославского задержалась в пути и в то время была ещё на Каме. Она не получила ожидаемой поддержки вятчан и поэтому в ней было всего около 1000 человек. Кроме того, татарские представители в Вятке сообщили в Казань все сведения о составе и движении русского отряда. По дороге русские получили ложное известие о заключении мира, что притупило их бдительность. 4 июля 1469 года у впадения Камы в Волгу они встретились с превосходящими силами татар. Те преградили русской флотилии путь, перекрыв Волгу связанными судами. Русские пошли на прорыв. В жестокой битве русские потеряли 430 человек. Пал главный воевода. В бою отличился князь Василий Ухтомский. По словам летописи он: «велии бился … скачючи по судам, ослопом». После смерти воеводы Ухтомский принял командование и довёл прорвавшийся русский отряд до Нижнего Новгорода. По приходе в город бойцы были награждены каждый два раза по деньге, а затем отряд получил 700 четвертей муки, 300 пудов масла, 300 луков, 6000 стрел, 300 шуб бараньих, 300 однорядок из иностранного сукна и 300 сермяг.
1 сентября русское войско снова подошло к Казани. Войском командовали братья великого князя Юрий и Андрей Большой. Город был окружён, вылазки татар отбиты. Вскоре русские перекрыли доступ казанцев к воде. Татары пошли на переговоры. Был заключен мир «по воле великого князя». В чём заключалась эта воля, неизвестно, известно лишь, что были выданы все русские пленные и рабы.
Заключение мира во многом было связано с опасностью от набегов Большой Орды и необходимостью развязать руки для предстоящей борьбы с Великим Новгородом.

## Значение
Московско-казанская война 1467—1469 годов характерна более полным освещением летописей и документов, чем предыдущие войны. Фактически в летописях присутствует прообраз разрядных записей. Это во многом связано с изменением характера руководства войсками. Великий князь не идёт во главе армии, а находится за сотни километров от театра военных действий и руководит воеводами, рассылая приказы и директивы. Предпринимаются попытки спланировать военные действия заранее и скоординировать действия отрядов находящихся на большом расстоянии друг от друга. Но в то же время присутствуют и старые черты военного дела. Присутствуют самовольные действия, нарушения приказов, а действия некоторых отрядов скорее напоминают походы ушкуйников, чем правительственных войск. Важной чертой русского руководства является большое упорство в достижении своих целей, невзирая ни на какие трудности и неудачи.
Война ознаменовала собой коренной перелом в московско-казанских отношениях в пользу Москвы. Это был первый крупный русский внешнеполитический успех за долгое время. На девять лет из летописи исчезли сообщения о враждебных действиях казанцев, хотя начало этой войны и было положено русскими войсками.

## Примечание
1. ↑  Гумилев, 2023, с. 310.
2. ↑  Ю. Алексеев, походы русских войск при Иване 3 стр. 96
3. ↑  Ю. Г. Алексеев Под знамёнами Москвы. — М. Мысль, 1992 г. C. 93
4. ↑  Ю. Г. Алексеев Под знамёнами Москвы. — М.: Мысль, 1992. C. 75—77
5. ↑  Алишев С. X. Казань и Москва: межгосударственные отношения в XV—XVI вв. — Казань: Татарское кн. изд-во. C. 32
6. 1 2  Волков В. А. Войны и войска Московского государства (конец XV — первая половина XVII вв.). — М.: Эксмо, 2004. — 572 с. — (Истоки). — ISBN 978-5-699-05914-0.
7. ↑  Ю. Г. Алексеев Под знамёнами Москвы. — М.: Мысль, 1992. C. 80—82
8. ↑  Ю. Г. Алексеев Под знамёнами Москвы. — М. Мысль, 1992 г. C. 84
9. 1 2 3  Соловьёв С. М. [militera.lib.ru/common/solovyev1/05_03.html ВОЕННАЯ ЛИТЕРАТУРА — [Общая история] — История России с древнейших времён]
10. ↑  На самом деле князю Василию Ухтомскому пришлось «скакать» без коня.
11. ↑  Ю. Г. Алексеев Под знамёнами Москвы. — М. Мысль, 1992 г. C. 92
12. ↑  Ю. Г. Алексеев Под знаменами Москвы. — М. Мысль, 1992 г. C. 94
13. ↑  Ю. Г. Алексеев Под знамёнами Москвы. — М.: Мысль, 1992. C. 90, 95—96
14. ↑  Худяков. Очерки по истории Казанского ханства. Глава 1 Архивировано 7 апреля 2011 года.  (недоступная ссылка — история)